# القوات المسلحة السوفيتية
القوات المسلحة السوفيتية (بالروسية : Советские Вооруженны Силы) أو القوات المسلحة لاتحاد الجمهوريات الاشتراكية السوفيتية هي القوات المسلحة التي نشأت في روسيا فيما بين 1917 و1922م والاتحاد السوفيتي فيما بين 1922 إلى 1991م من النشأة في أعقاب الحرب الأهلية الروسية حتى التفكك في ديسمبر 1991م. كانت تعرف بالجيش الأحمر بين عام 1918-1946م.
وفقًا لقانون الخدمة العسكرية لعموم الاتحاد الصادر في سبتمبر 1925م، تألفت القوات المسلحة السوفيتية من الجيش الأحمر، والقوات الجوية، والبحرية، وإدارة الشؤون السياسية الحكومية (OGPU)، وقوات الحراسة الداخلية. وأصبحت إدارة الشؤون السياسية الحكومية لاحقًا مُستقلة ودمجت مع المفوضية الشعبية للشؤون الداخلية NKVD في عام 1934م، وبالتالي كانت قواتها الداخلية تحت الإدارة المشتركة لمفوضي الدفاع والداخلية. وفي عام 1989م، تألفت القوات المسلحة السوفيتية من قوات الصواريخ الاستراتيجية، والقوات البرية، وقوات الدفاع الجوي، والقوات الجوية، والبحرية، المدرجة حسب ترتيب أهميتها الرسمي.
في الاتحاد السوفيتي، كان التجنيد الإلزامي العام ساريًا، مما يعني أن جميع الذكور القادرين جسديًا الذين تبلغ أعمارهم ثمانية عشر عامًا فأكثر كانوا يُجندون في القوات المسلحة. واعتَبر المراقبون الدوليون أن المنظمات المسلحة السوفيتية مجتمعة كانت واحدة من أقوى هذه القوات في تاريخ العالم. وكان التقدم النسبي وتطور المؤسسات العسكرية الحكومية جزءًا رئيسيًا من تاريخ الاتحاد السوفيتي.
في سياق الحرب الباردة، خلصت دراسة أكاديمية أجرتها وزارة الدفاع الأمريكية المنافسة في عام 1984م إلى أن السوفييت حافظوا على نفوذ ملحوظ في جميع أنحاء العالم وخاصة داخل أوروبا. واستنتج التحليل صراحة أن «الجيوش السوفيتية كانت دائمًا ضخمة» بينما «كانت أيضًا حديثة للغاية، ومجهزة تجهيزًا جيدًا، ولديها قوة نارية كبيرة... [بالإضافة إلى] الحركة»، مما يعني أن «القوى البشرية والمعدات مجتمعة جعلت القوات البرية السوفيتية الحالية جيشًا بريًا شديد القوة». وعلى الرغم من أن الاستراتيجية العسكرية السوفيتية بشكل عام تستحق التعليق، إلا أن «القوات البرية شكلت أكبر الفروع العسكرية السوفيتية الخمس» اعتبارًا من تاريخ انتهاء البحث.

## تاريخ

### النشأة والتأسيس
في الخامس عشر من يناير 1918م (حسب التقويم القديم، الموافق 28 يناير بالتقويم الجديد)، أسس مجلس مفوضي الشعب الجيش الأحمر بمرسوم رسمي، مستندًا إلى قوات الحرس الأحمر التي كانت موجودة سابقًا. ويُحتفل باليوم الرسمي للجيش الأحمر في 23 فبراير 1918م، وهو اليوم الذي شهد أول تجنيد جماعي للجيش في مدينتي بيتروغراد وموسكو، وكذلك أول اشتباك عسكري ضد الجيش الإمبراطوري الألماني المُتقدم بسرعة. أصبح هذا التاريخ عطلة وطنية مهمة في الاتحاد السوفيتي، وعُرف لاحقًا باسم «يوم الجيش السوفيتي»، وما زال يُحتفل به في روسيا الحديثة تحت مسمى «يوم حماة الوطن». يُنسب الفضل عمومًا في تأسيس الجيش الأحمر إلى ليون تروتسكي، مفوض الشعب للشؤون العسكرية بين عامي 1918 و1924م.

#### التطورات التنظيمية المبكرة
في بداية تأسيسه، عمل الجيش الأحمر كتشكيل تطوعي دون رتب عسكرية أو شارات مميزة، حيث كان يتم اختيار الضباط عبر انتخابات ديمقراطية. في 29 مايو 1918م صدر مرسوم فرض التجنيد الإلزامي للرجال الذين تتراوح أعمارهم بين 18 و40 عامًا. ولتسهيل عملية التجنيد الواسعة، شكل البلاشفة مفوضيات عسكرية إقليمية (تُعرف باسم "فوينكومات")، والتي لا تزال تقوم بهذه الوظيفة في روسيا حتى اليوم. ولا ينبغي الخلط بين هذه المفوضيات ومفوضي الشؤون السياسية العسكريين. كما أُلغي انتخاب الضباط ديمقراطيًا بموجب مرسوم، بينما أُعيد العمل بنظام الإقامة المنفصلة للضباط، وأشكال مخاطبتهم الخاصة، والتحية العسكرية، وزيادة رواتبهم.
بعد أن عرض الجنرال أليكسي بروسيلوف تقديم خدماته للبلاشفة في عام 1920م، قررت السلطات السماح بتجنيد ضباط سابقين من الجيش الإمبراطوري الروسي. شكلت السلطات البلشفية لجنة خاصة برئاسة ليف غليزاروف، وتمكنت بحلول أغسطس 1920 من تجنيد حوالي 315 ألف ضابط سابق. وعادة ما شغل هؤلاء مناصب كمستشارين عسكريين (يُطلق عليهم "فويينسبيتس"، اختصارًا لمصطلح "الخبير العسكري"). تضمنت قيادات الجيش الأحمر البارزة عددًا من الجنرالات الذين خدموا سابقًا في العهد القيصري. بل إن بعض العسكريين القيصريين السابقين، مثل ميخائيل بونش-برويفيتش (عضو المجلس العسكري الأعلى)، انضموا إلى البلاشفة في وقت سابق.

#### دور المفوضين السياسيين
عينت السلطات البلشفية مفوضًا سياسيًا (يُعرف باسم "بوليتروك") في كل وِحدة من وحدات الجيش الأحمر، وكان لهذا المفوض سلطة إلغاء قرارات قادة الوحدات إذا تعارضت مع مبادئ الحزب الشيوعي السوفيتي. ورغم أن هذا النظام أدى أحيانًا إلى قيادة عسكرية غير فعالة، إلا أن قيادة الحزب اعتبرت السيطرة السياسية على الجيش ضرورية، خاصة مع اعتماد الجيش بشكل متزايد على ضباط ذوي خبرة من الحقبة القيصرية ما قبل الثورة.

### الحرب البولندية السوفيتية
مثّلت الحرب البولندية السوفيتية أولى الحملات الخارجية للجيش الأحمر. في البداية، نجح الهجوم السوفيتي المضاد الذي أعقب الغزو البولندي لأوكرانيا عام ١٩٢٠م، لكن القوات البولندية أوقفته في معركة وارسو (١٩٢٠) الكارثية (بالنسبة للسوفييت).

### الشرق الأقصى

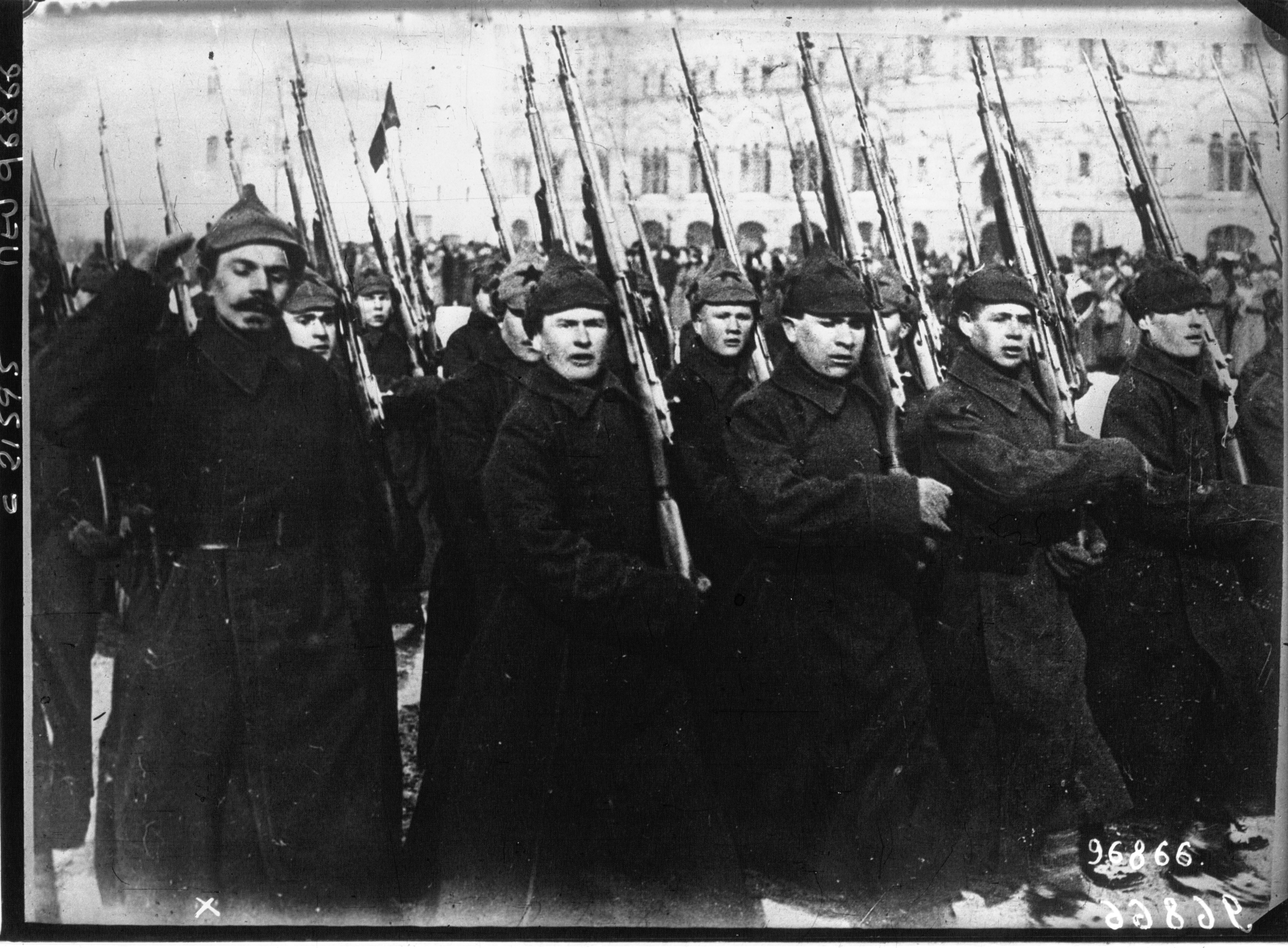
الجيش الأحمر في عرض عسكري. موسكو ١٩٢٢م.

في عام 1934، أدركت منغوليا والاتحاد السوفيتي الخطر المتصاعد من الوجود العسكري الياباني في منشوريا ومنغوليا الداخلية، فاتفقا على تعاون دفاعي مشترك. وفي 12 مارس 1936م، تعزز هذا التعاون بتوقيع معاهدة الصداقة المنغولية-السوفيتية لمدة عشر سنوات، والتي تضمنت بندًا للدفاع المشترك.
في مايو 1939، اشتبكت وحدة فرسان منغولية مع قوات مانشوكو (الدولة العميلة لليابان) في منطقة متنازع عليها شرق نهر خالخين غول. وعندما تدخلت قوة يابانية ودفعت المنغوليين إلى التراجع عبر النهر، تدخلت القوات السوفيتية المتمركزة هناك بموجب اتفاقية الدفاع المشترك وقضت على الوحدة اليابانية. تصاعدت التوترات، وبدأ الطرفان في تعزيز قواتهما طوال شهر يونيو.
بحلول 1 يوليو، بلغ عدد القوات اليابانية 38,000 جندي، بينما لم يتجاوز عدد القوات السوفيتية-المنغولية المشتركة 12,500. عبر اليابانيون النهر، ولكن بعد معركة استمرت ثلاثة أيام، تمكن السوفييت والمنغوليون من صدهم. استمرت المحاولات اليابانية لاختراق الدفاعات السوفيتية طوال يوليو دون نجاح.
في 20 أغسطس، شن القائد السوفيتي غيورغي جوكوف هجومًا كبيرًا بدءًا بقصف جوي مكثف وقصف مدفعي استمر ثلاث ساعات، تلاه تقدم ثلاث فرق مشاة وخمس ألوية مدرعة، بدعم من طيران مقاتل وكميات هائلة من المدفعية (إجمالي القوات: 57,000 جندي). واجهت هذه القوات 75,000 جندي ياباني محصنين في الخنادق.
بحلول 23 أغسطس، حوصرت القوات اليابانية بالكامل، وبحلول 31 أغسطس كانت قد دُمرت تقريبًا. استخدم السوفييت القصف الجوي والمدفعي لقصف أي مقاومة يابانية متبقية رفضت الاستسلام. طلبت اليابان وقف إطلاق النار، وتم توقيع اتفاقية في 15 سبتمبر في موسكو بين الاتحاد السوفيتي ومنغوليا واليابان لإنهاء الصراع. كانت الخسائر السوفيتية 9,703 قتيل ومفقود، و15,952 جريح، بينما كانت الخسائر اليابانية 25,000 قتيل، وإجمالي الضحايا (بما فيهم الجرحى والأسرى) وصل إلى 61,000.
بعد وقف إطلاق النار، طلبت اليابان الإذن بدخول ساحة المعركة لجمع جثث قتلاها. وكان اكتشاف آلاف الجثث المتناثرة صدمة كبيرة للجنود اليابانيين، الذين كانوا بالفعل في حالة معنوية منهارة.
كان حجم الهزيمة اليابانية عاملاً رئيسيًا في ثنيهم عن مهاجمة الاتحاد السوفيتي خلال الحرب العالمية الثانية، مما سمح للجيش الأحمر بنقل أعداد كبيرة من قواته من الشرق الأقصى إلى الجبهة الأوروبية، خاصة في خريف 1941م عندما كانت موسكو على وشك السقوط بيد الألمان.

### الحرب العالمية الثانية

#### الحملة البولندية
في 17 سبتمبر/أيلول 1939م، زحف الجيش الأحمر بقواته إلى الأراضي الشرقية لبولندا (التي تشكل الآن جزءاً من بيلاروسيا وأوكرانيا)، تحت الذريعة الرسمية المتمثلة في تقديم المساعدة للأوكرانيين والبيلاروس الذين تهددهم ألمانيا، والتي كانت قد هاجمت بولندا في 1 سبتمبر/أيلول 1939م. فتح الغزو السوفيتي جبهة ثانية أمام البولنديين وأجبرهم على التخلي عن خطط الدفاع في منطقة رأس الجسر الروماني، مما عجل بهزيمة بولندا. توقفت التقدمات السوفيتية والألمانية تقريباً عند خط كورزون.
وقد مهدت اتفاقية مولوتوف-ريبنتروب، التي تضمنت بروتوكولاً سرياً يحدد «مناطق نفوذ» لكل طرف لتقسيم بولندا بسلاسة بين ألمانيا والاتحاد السوفيتي. حيث تطابق مجال النفوذ السوفيتي المحدد مع الأراضي التي تم الاستيلاء عليها لاحقاً خلال الحملة. والتقى القوات السوفيتية والألمانية في عدة مناسبات. ومن أبرز هذه اللقاءات، في 22 سبتمبر/أيلول 1939م، احتل الفيلق المدرع التاسع عشر الألماني مدينة بريست، التي تقع ضمن مجال النفوذ السوفيتي. وعندما اقتربت اللواء المدرع التاسع والعشرون السوفيتي من بريست، تفاوض القادة على انسحاب ألماني، وأقيم عرض عسكري مشترك. لكن قبل ثلاثة أيام فقط من ذلك، واجه الطرفان مواجهة أكثر ضرراً بالقرب من لڤيڤ، عندما هاجم فوج المشاة الجبلية الألماني 137 وحدة استطلاع سوفيتية. وبعد وقوع بعض الخسائر على كلا الجانبين، تفاوض الطرفان، وغادرت القوات الألمانية المنطقة، ودخلت قوات الجيش الأحمر مدينة لفيف في 22 سبتمبر/أيلول.
وبحسب المصادر الروسية بعد عام 1991م، بلغ عدد قوات الجيش الأحمر في بولندا 466,516 جندياً. وواجهت قوات الجيش الأحمر مقاومة ضئيلة، ويعزى ذلك أساساً إلى انشغال غالبية القوات البولندية في القتال ضد الألمان على طول الحدود الغربية، ولكن جزئياً أيضاً بسبب أمر رسمي صادر عن القيادة العليا البولندية بعدم الدخول في قتال مع القوات السوفيتية، وكذلك لأن العديد من المواطنين البولنديين في منطقة كريسي - الأوكرانيين والبيلاروس - نظروا إلى القوات المتقدمة على أنها قوات محررة. وثارت منظمة القوميين الأوكرانيين ضد البولنديين، ونظمت جماعات حزبية شيوعية تمردات محلية، مثلما حدث في مدينة سكيدل، حيث قاموا بنهب وقتل البولنديين. ومع ذلك، تكبد الجيش الأحمر خسائر بلغت 1,475 قتيلاً ومفقوداً و2,383 جريحاً. بينما تقدر خسائر القوات البولندية المعارضة بين 6,000 و7,000.

#### الحملات الفنلندية
اندلعت حرب الشتاء عندما هاجم الاتحاد السوفيتي فنلندا في 30 نوفمبر/تشرين الثاني 1939م، بعد شهرين من غزو ألمانيا لبولندا الذي أشعل الحرب العالمية الثانية. وقد اعتُبر هذا الهجوم غير قانوني، مما أدى إلى طرد الاتحاد السوفيتي من عصبة الأمم في 14 ديسمبر/كانون الأول 1939م. انتهت الحرب في 13 مارس/آذار 1940م.
أما حرب الاستمرار فكانت الصراع الثاني بين فنلندا والاتحاد السوفيتي خلال الحرب العالمية الثانية. في 25 يونيو/حزيران 1941م، أعلنت فنلندا الحرب على الاتحاد السوفيتي وسماحت للقوات الألمانية المرابطة على أراضيها بشن هجوم. وبحلول سبتمبر/أيلول 1941م، استعادت فنلندا الأراضي التي تنازلت عنها للسوفييت بعد حرب الشتاء: برزخ كاريليا وكاريليا اللادوغية. لكن الجيش الفنلندي واصل تقدمه عبر الحدود القديمة خلال احتلال كاريليا الشرقية، بما في ذلك بيتوزافودسك، وتوقف فقط على بعد 30-32 كم من مركز لينينچراد، حيث شارك في حصار المدينة بقطع طرق الإمداد الشمالية والتمركز هناك حتى عام 1944م.
في منطقة لابلاند، فشلت القوات الألمانية الفنلندية المشتركة في الاستيلاء على مورمانسك أو قطع سكة حديد كيروف (مورمانسك)، التي كانت طريقاً حيوياً لإمدادات الاتحاد السوفيتي بموجب قانون الإعارة والتأجير الأمريكي. استقرت الجبهة مع مناوشات طفيفة فقط حتى انقلبت موازين الحرب ضد الألمان، مما مهد الطريق للهجوم السوفيتي الاستراتيجي على فيبورغ-بيتوزافودسك في يونيو/حزيران 1944م. أدى هذا الهجوم إلى طرد الفنلنديين من معظم الأراضي التي احتلوها خلال الحرب. وانتهت الأعمال العدائية بوقف إطلاق النار في 5 سبتمبر/أيلول 1944م، ثم توقيع هدنة موسكو في 19 سبتمبر/أيلول 1944م.